# Hemsloh
Hemsloh er en kommune i amtet ("Samtgemeinde") Rehden i Landkreis Diepholz i den tyske delstat Niedersachsen.
Hemsloh ligger mellem Naturpark Dümmer og Naturpark Wildeshauser Geest omtrent midt mellem Bremen og Osnabrück. I kommunen ligger Kellenberge med udstrakte skovområder.